# Bizarre (rapper)
Rufus Arthur Johnson (născut pe 5 iulie 1976), mai cunoscut ca Bizarre, este un rapper american cel mai cunoscut ca unul din membrii trupei hip-hop D12. Cântecele sale sunt adesea șocante tratând subiecte ca violul și drogurile. Pe 28 februarie 2012, Bizarre a anunțat oficial că a părăsit D12 și și-a format propriul grup, The Weirdo Movement.

## Discografie

### Albume de studio
- Hannicap Circus (28 iunie 2005)
- Blue Cheese & Coney Island (9 octombrie 2007)
- Friday Night at St. Andrews (18 mai 2010)

### Extended play
- Attack of the Weirdos (1998)